# Hugo Kulka

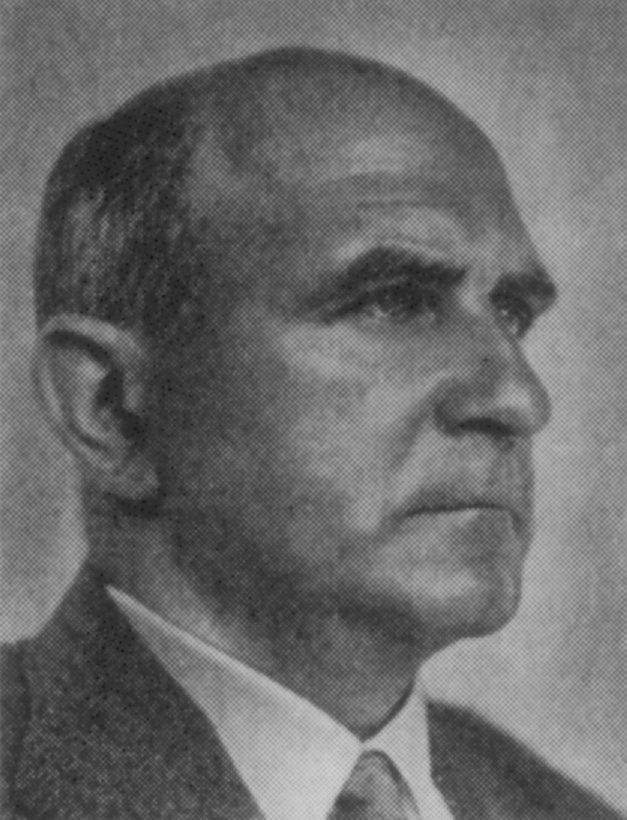
Hugo Kulka

Hugo Kulka (* 24. Mai 1883 in Leipnik; † 12. Oktober 1933 in Den Haag) war ein österreichischer Bauingenieur und Hochschullehrer. Er wurde später deutscher Staatsangehöriger. 

## Leben und Wirken
Kulka wurde 1883 in Leipnik geboren. Von 1905 bis 1906 arbeitete er am Bauentwurf der Gebirgsbahn von Wekelsdorf nach Parschnitz. Ab 1907 war er Ingenieur, ab 1908 erster Statiker und seit Juli 1916 Oberingenieur.
Von 1921 bis Ende 1930 wirkte er als technischer Direktor bei Louis Eilers, einer Fabrik für Eisenhoch- und Brückenbau in Hannover; unter seiner Leitung entstanden die Hallen des Leipziger Hauptbahnhofes, die Schwebefähre in Rio de Janeiro, die Lidingö-Brücke bei Stockholm, die Norderelbe-Brücke bei Hamburg sowie viele weitere Brücken und Eisenwasserbauten.
1912 wurde Kulka in Hannover promoviert. An der Technischen Hochschule Hannover erhielt er am 16. Juni 1924 eine Honorarprofessur und einen Lehrauftrag auf den Gebieten Eisenwasserbau und Eisenbrückenbau. Ab 1928 war er Mitglied der Akademie des Bauwesens in Berlin.
Kulka sollte 1932/33 auf den Lehrstuhl für Eisenbau und Statik der Technischen Hochschule Hannover berufen werden. Diese Berufung war jedoch innerhalb der Hochschule von Anfang an umstritten. Grund dafür waren nicht etwa fachliche Einwände, sondern einzig und allein seine jüdische Herkunft. Kulka war zwar bereits 1912 zum evangelischen Bekenntnis konvertiert, was jedoch für nationalsozialistische Mitglieder der Hochschule keine Bedeutung hatte. Im Frühling 1933 wurde Kulka aus diesem Grunde aus der Hochschule vertrieben.
Daraufhin floh Kulka nach Den Haag und starb im Oktober 1933 an den Folgen einer durch seine Flucht verschleppten Erkrankung. Seine Tochter war die Astrophysikerin Rhea Lüst.

## Nachleben
Am 18. November 2015 wurde an der Leibniz Universität Hannover, der ehemaligen Technischen Hochschule Hannover, der Hörsaal E001 in Hugo Kulka Hörsaal umbenannt.